# Klein Lieskow

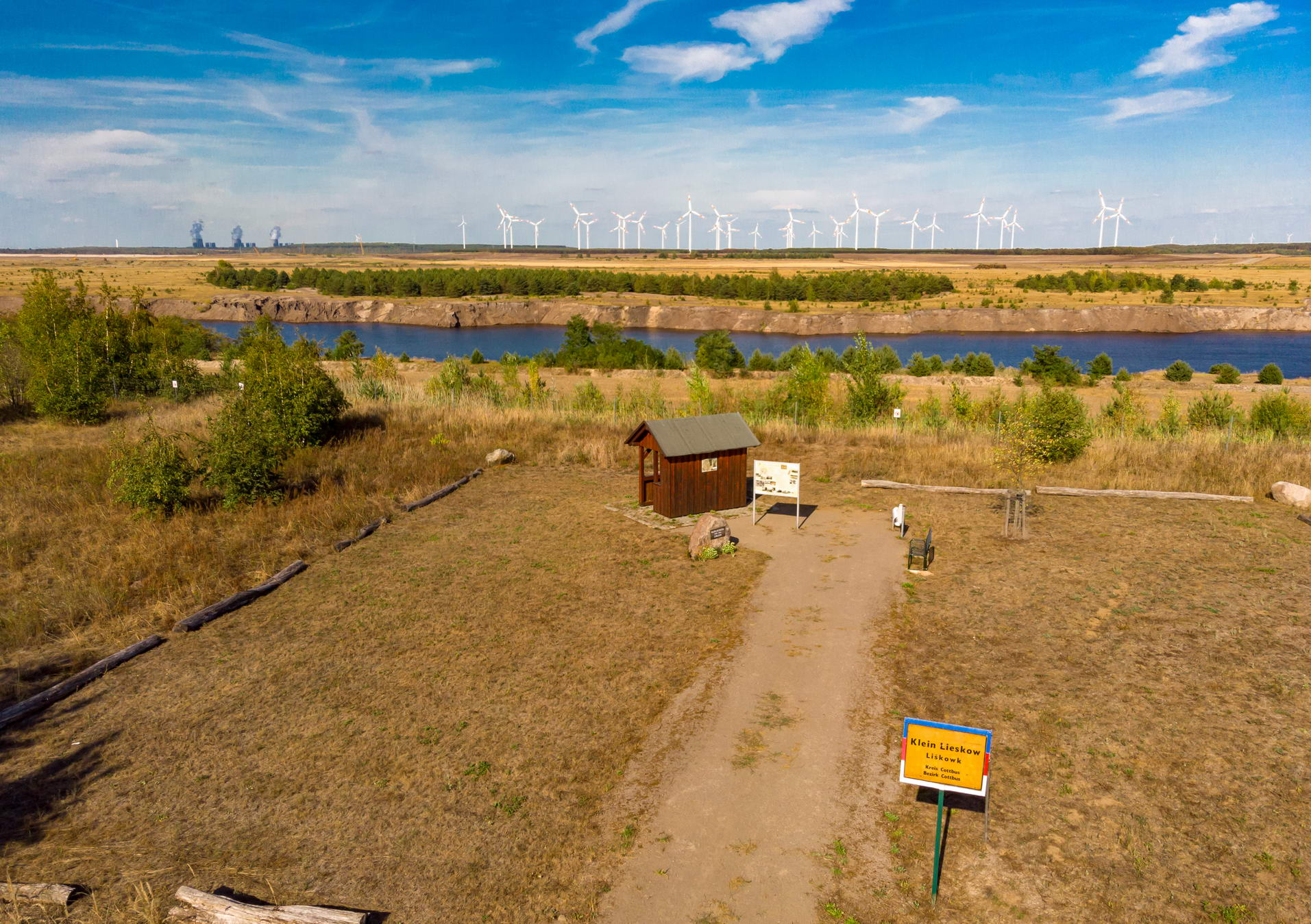
Erinnerungsstätte für Klein Lieskow

Ausschnitt aus: Messtischblatt 2401 – Cottbus (Ost), 1921

Klein Lieskow, niedersorbisch Liškowk, war bis 1973 eine selbständige Gemeinde. Bis 1945 war der Ort annähernd zu 100 % sorbischsprachig. Im Jahr 1974 wurde sie nach Groß Lieskow eingemeindet. Der Ort wurde 1986/87 vollständig durch den Tagebau Cottbus-Nord abgebaggert. Umgesiedelt wurden 205 Personen.

## Lage

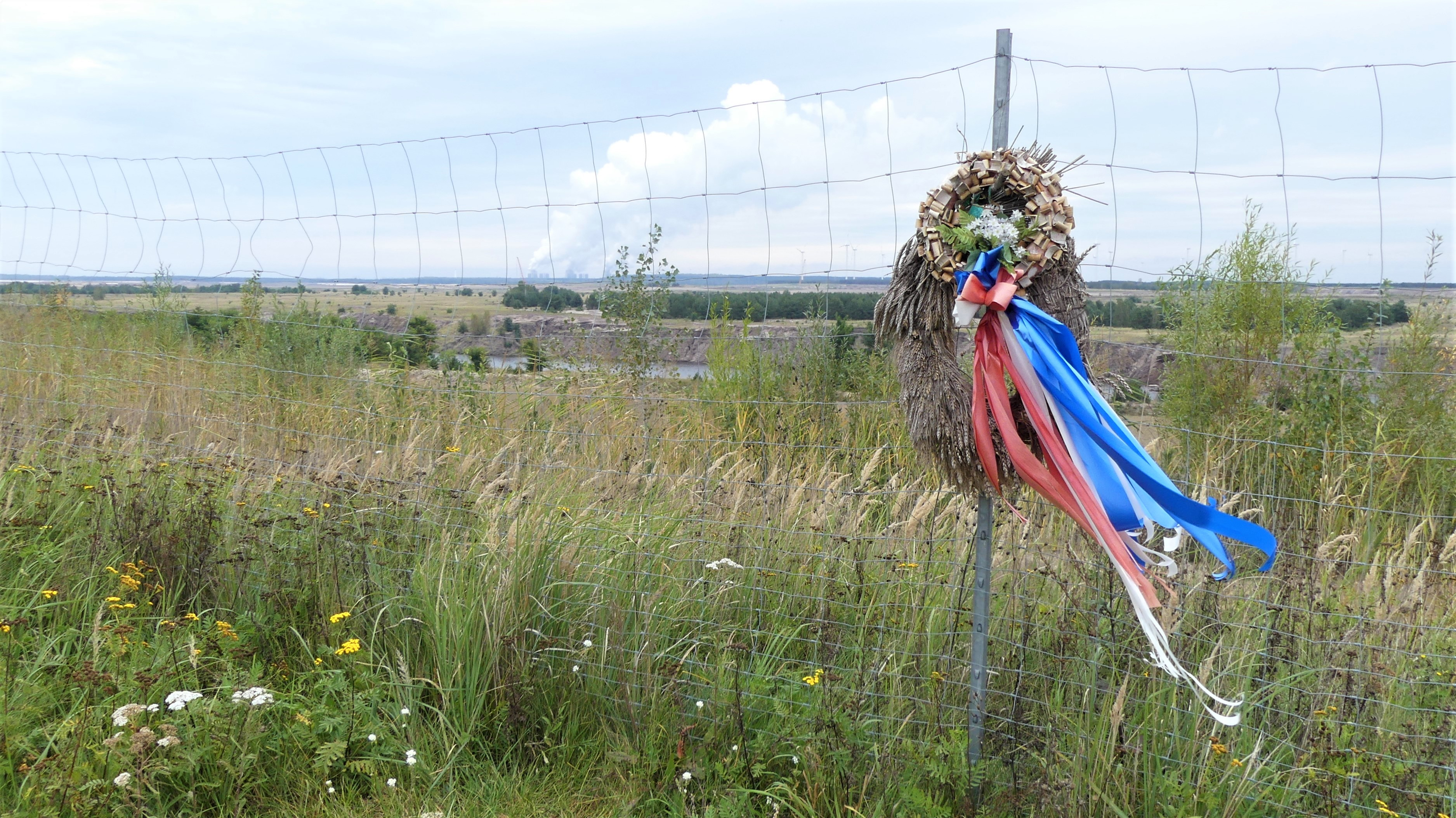
Blick in den Tagebau Cottbus Nord zur ehemaligen Ortslage 2017

Klein Lieskow lag in der Niederlausitz, rund sieben Kilometer ostnordöstlich des Cottbuser Stadtzentrums und südwestlich von Groß Lieskow. Zwischen Groß und Klein Lieskow floss der Neue Graben. Er führte im Frühjahr häufig Hochwasser. Aus dem Jahr 1958 ist ein besonders starkes Hochwasser überliefert.

## Geschichte
Der Ort wurde 1498 erstmals erwähnt. Bis 1605 war es ein Vasallendorf der adligen Familie von Zabeltitz. Historisch hatte der Ort die Form eines Gassendorfs. Die Höfe beiderseits der Hauptstraße waren sehr eng aneinander gebaut. Ab 1860 ist ein eigener Friedhof für das Dorf belegt. Im 19. Jahrhundert veränderte sich die Dorfform auf Grund der neuen Bebauung wegen ständig wachsender Bevölkerungszahl. Vor der Abbaggerung von Klein Lieskow nahm das Museum für Ur- und Frühgeschichte in Potsdam zu Beginn der 1980er Jahre systematische Grabungen vor. Insgesamt wurden 17 Fundplätze festgestellt. Darunter aus der jüngeren Steinzeit, Spätbronzezeit und aus der früheisenzeitlichen Lausitzer Kultur (sogenannte Billendorfer Kultur). Aus dem 12. und 13. Jahrhundert stammen slawische Funde.
Im Dreißigjährigen Krieg gab es Plünderungen, Einquartierungen kaiserlicher Truppen, Hungersnot und Pest. Im Siebenjährigen Krieg gab es erneut Truppendurchzüge und Einquartierungen. Seit 1695 der Generalleutnant Anton von Pannwitz (aus dem Stammhaus Kahren) Tranitz und auch Kl. Lieskow kaufte, war diese Familie dort bis 1805 ansässig. Anton Dietrich Wilhelm von Pannwitz (1723–1782) starb kinderlos und sein ganzer Besitz mit weiteren Gütern im Cottbuser Raum fiel an seine Witwe und Schwestern. Nach dem Tod seiner Mutter Anna Helene, verheiratete v. Schöning gelangte Gottfried Carl August von Schöning in den Besitz aller Güter und errichtete daraus die v. Schöningsche Stiftung. Zum Ende des Zweiten Weltkriegs, im April 1945, standen das 76. und das 120. Schützenkorps der Roten Armee an der Linie Grießen – Heinersbrück – Groß und Klein Lieskow – Schlichow – Frauendorf.

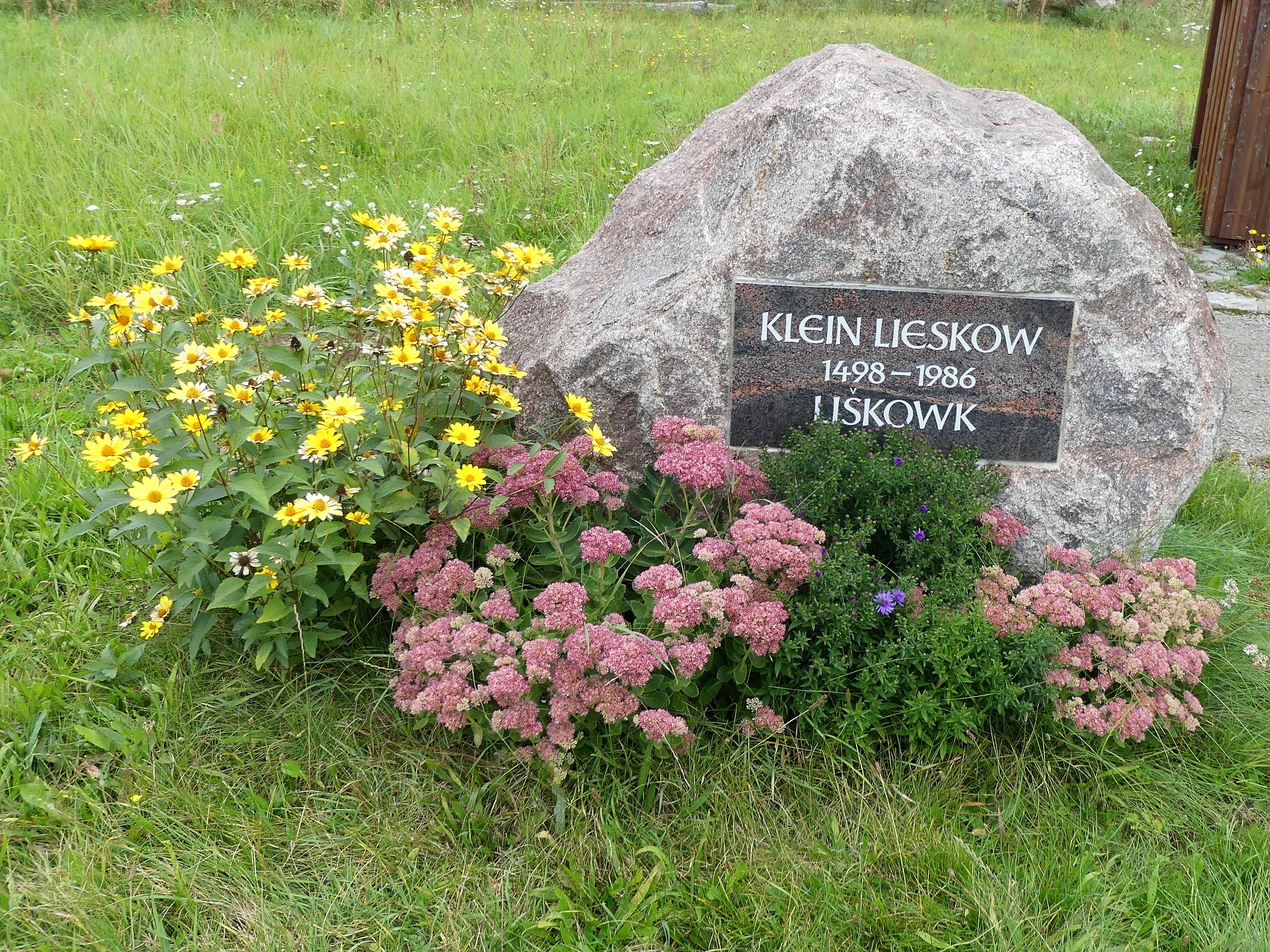
Gedenkstein für Klein Lieskow

Am 1. Januar 1974 wurde Klein Lieskow nach Groß Lieskow eingemeindet. Die Gemeinde Groß Lieskow wiederum wurde am 1. August 1983 aufgelöst und nach Dissenchen eingemeindet, der Ort Groß Lieskow wurde daraufhin abgebaggert. Im Jahr 1986 wurde auch Klein Lieskow devastiert. Die Gemeinde Dissenchen wurde am 6. Dezember 1993 nach Cottbus eingemeindet. Im Juni 2012 wurde am Rand des Tagebaus bei Schlichow eine Gedenkstätte für den Ort eingeweiht.

### Einwohnerentwicklung
- 1818 – 129 Einwohner[1]
- 1846 – 200 Einwohner
- 1973 – 247 Einwohner

## Wirtschaft und Infrastruktur
Im Jahr 1960 erfolgte die Gründung einer LPG Typ 1 („Friedenseiche“). Diese LPG wurde 1973 mit der LPG in Tranitz zusammengeschlossen. Eine Konsumverkaufsstelle und ein Feuerwehrhaus wurden 1968/69 errichtet. Im Jahr 1974 erhielt der Ort, eine Arztpraxis. 1975 wurde Klein Lieskow an die zentrale Trinkwasserversorgung angeschlossen.